# Beleg van Oostende (1745)
Het Beleg van Oostende in 1745 was een belegering van het Zuid-Nederlandse Oostende door de troepen van koning Lodewijk XV van Frankrijk.
In 1745 openden de Fransen een nieuw front in de Oostenrijkse Successieoorlog. De Franse troepen van maarschalk Maurits van Saksen overrompelden de Oostenrijkse Nederlanden (1745-1748), en trokken in de richting van de Republiek der Verenigde Provinciën. Oostende werd verdedigd door Charles-Urbain de Chanclos de Rets de Brisuila. Oostende was een van de Barrièresteden en huisvestte daarom Engelse troepen en, in mindere mate, troepen uit de Republiek der Verenigde Provinciën. De Engelse militairen kloegen bij maarschalk van Königsegg, de Oostenrijkse opperbevelhebber, erover dat er meer kanonniers dan kanonnen waren. 

## Beleg van Oostende

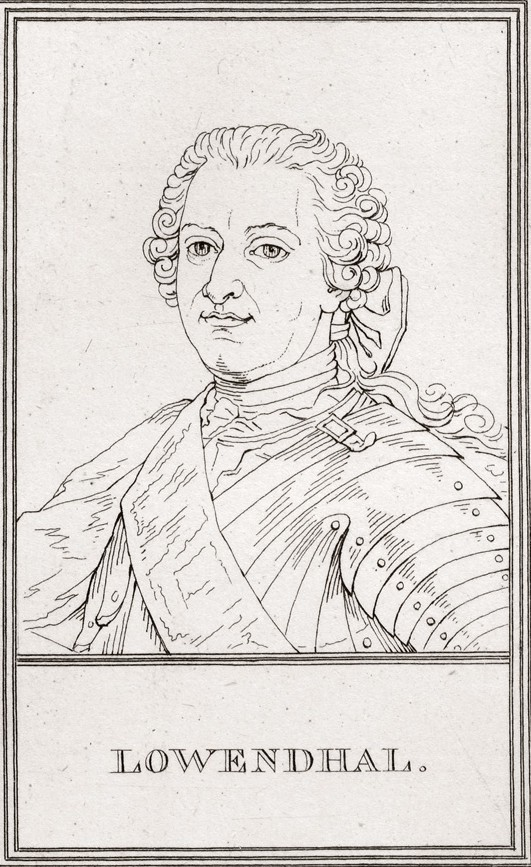
De Franse generaal Löwendal kreeg Oostende in handen na de capitulatie van generaal Chanclos (1745)

De Engelsen beloofden 10.000 pond aan de Oostenrijkse Nederlanden om Oostende te versterken, onder meer om kanonnen en wapens aan te kopen. Van dit alles kwam niets in huis. De Fransen veroverden snel het fort van Knokke, alsook Gent en Brugge in het graafschap Vlaanderen (juli 1745), als gevolg van hun overwinning in de Slag bij Fontenoy (mei 1745). De Engelsen leverden dan maar zelf 10 kanonnen, die ze aflaadden van hun marineschepen voor de kust van Oostende. Oostende was een cruciaal punt, vanwaar de Fransen de invasie van Engeland konden inzetten. Het politieke doel van de Fransen was immers een telg van het huis Stuart, Edward Stuart, op de Engelse troon te plaatsen. Toen de Engelsen aan veldmaarschalk Chanclos vroegen om het hinterland van Oostende onder water te leggen, stelde het bestuur van het graafschap Vlaanderen zijn veto. Chanclos beval vervolgens een uitval van de Engelse, Nederlandse en Zuid-Nederlandse troepen om te beletten dat de Fransen graafwerken rond de stad uitvoerden. De troepen zagen het bloedvergieten evenwel niet zitten. De Engelsen meenden dat ze niet moesten sterven voor een slecht onderhouden fort met kapotte affuiten waardoor de kanonnen doorkraakten. Er vond vervolgens een bloedig beleg van het fort plaats, die de Oostenrijkers en de Fransen achteraf als heroïsche gevechten omschreven.
Op 23 augustus 1745 ondertekende Chanclos de overgave van het fort van Oostende, samen met graaf Ulrich van Löwendal, commandant van de Franse belegeraars. Beide bevelhebbers kwamen 9 punten overeen in de capitulatie. De Zuid-Nederlandse troepen moesten naar het graafschap Henegouwen trekken, meer bepaald naar Saint-Ghislain. De burgers van Oostende behielden hun stadsrechten. De Oostendenaars moesten, zonder tegenwerking, aan de Fransen tonen waar de opslagruimtes en wapenarsenalen waren. Het vertrekkend garnizoen mocht wat proviand meenemen voor onderweg. De Fransen namen Oostende in. De buit bedroeg 82 kanonnen, 36.000 kanonballen, 1.200 springtuigen en 8.000 granaten, alsook buskruit. Het garnizoen van Oostende telde 300 doden en de Fransen 1.500 doden.

## Vervolg
Chanclos verliet de stad. Kort nadien bracht koning Lodewijk XV een bezoek aan Oostende (september 1745). Hij luisterde naar een Te Deum in de Sint-Pieterskerk. Hij liep rond op de vestingmuren van het fort en liet het verdere bestuur van Oostende over aan Franse magistraten.
Frankrijk trok verder in zijn verovering van de Zuidelijke Nederlanden, maar zou na de Slag bij Lafelt (1747) en de Vrede van Aken in 1748 zijn overwinningen maar zeer gedeeltelijk kunnen omzetten.